# Phylactella aperta
Phylactella aperta är en mossdjursart som beskrevs av Osburn 1952. Phylactella aperta ingår i släktet Phylactella och familjen Smittinidae. Inga underarter finns listade i Catalogue of Life.